# Trouvelot (månkrater)
För andra betydelser, se Trouvelot.
Trouvelot är en nedslagskrater på månen, söder om Mare Frigoris. Trouvelot har fått sitt namn efter den franske astronomen Étienne Léopold Trouvelot.

## Satellitkratrar
| Trouvelot | Latitud | Longitud | Diameter |
| --------- | ------- | -------- | -------- |
| G         | 47.5° N | 0.4° Ö   | 5 km     |
| H         | 49.8° N | 4.5° Ö   | 5 km     |